# Charbonnières-les-Bains
Charbonnières-les-Bains är en kommun i departementet Rhône i regionen Auvergne-Rhône-Alpes i östra Frankrike. Kommunen ligger i kantonen Vaugneray som tillhör arrondissementet Lyon. År 2022 hade Charbonnières-les-Bains 5 272 invånare.

## Befolkningsutveckling
Antalet invånare i kommunen Charbonnières-les-Bains
| Referens: INSEE |